# Hemisaga
Hemisaga is een geslacht van rechtvleugeligen uit de familie sabelsprinkhanen (Tettigoniidae). De wetenschappelijke naam van dit geslacht is voor het eerst geldig gepubliceerd in 1888 door Saussure.

## Soorten
Het geslacht Hemisaga omvat de volgende soorten:
- Hemisaga albilinea Rentz, 1993
- Hemisaga allirra Rentz, 1993
- Hemisaga baileyi Rentz, 1993
- Hemisaga denticulata White, 1841
- Hemisaga irregularis Redtenbacher, 1891
- Hemisaga lanceolata Ander, 1957
- Hemisaga lucifer Rentz, 1993
- Hemisaga lunodonta Rentz, 1993
- Hemisaga mullaya Rentz, 1993
- Hemisaga pericalles Rentz, 1993
- Hemisaga saussurei Brancsik, 1896
- Hemisaga undulata Rentz, 1993
- Hemisaga venator Rentz, 1993
- Hemisaga vepreculae Rentz, 1993